# دهه ۳۴۰ (پیش از میلاد)
دهه ۳۴۰ (پیش از میلاد) ۳۴مین دهه قبل از مبدا شروع تقویم میلادی است.